# Landgericht Neustadt an der Aisch
Das Landgericht Neustadt an der Aisch war ein von 1812 bis 1879 bestehendes bayerisches Landgericht älterer Ordnung mit Sitz in Neustadt an der Aisch im heutigen Landkreis Neustadt an der Aisch-Bad Windsheim.
Im Jahr 1812 wurde im Verlauf der Verwaltungsneugliederung Bayerns das Landgericht Markt Erlbach errichtet. Dieses wurde dem Rezatkreis zugeschlagen. 1862 wurde die Verwaltung vom Bezirksamt Neustadt an der Aisch übernommen und 1879 die Gerichtsbarkeit vom Amtsgericht Markt Erlbach.

## Lage
Das Landgericht Neustadt grenzte im Süden an das Landgericht Markt Erlbach, im Osten an das Landgericht Herzogenaurach, im Nordosten an das Landgericht Höchstadt, im Norden an das Herrschaftsgericht Burghaslach, im Nordwesten an das Herrschaftsgericht Schwarzenberg, im Westen an das Landgericht Markt Bibart und im Südwesten an das Landgericht Windsheim.

## Struktur

### Steuerdistrikte
Im Jahr 1811 wurden im Rahmen des Gemeindeedikts 16 Steuerdistrikte gebildet (s. u.). 1812 wurde im Verlauf der Verwaltungsneugliederung Bayerns das Landgericht Neustadt an der Aisch errichtet. Dieses wurde dem Rezatkreis zugeschlagen, dessen Hauptstadt Ansbach war. Am 20. Januar 1813 kamen die Orte Sintmann, Sintmannsbuch und Mitteldorf vom Landgericht Höchstadt an das Landgericht Neustadt, am 1. Oktober 1813 Weisendorf.
- Baudenbach mit Ehe, Frankenfeld, Hambühl, Hanbach, Obermühle, Stübach und Untermühle;
- Birnbaum mit Arnshöchstädt, Emelsdorf, Göttelbrunn, Gottesgab, Kästel,  Kleehof, Linden, Peppenhöchstädt, Rohensaas, Sintmannsbuch, Traishöchstädt und Willmersbach;
- Dachsbach mit Demantsfürth, Forst, Gerhardshofen, Rohrmühle und Vahlenmühle;
- Diespeck mit Aichen, Altenbuch, Burgstall, Bruckenmühle, Chausseehaus, Dettendorf, Eggensee, Göttelhöf, Kleinerlbach, Klobenmühle, Neumühle, Obersachsen, Schleifmühle, Sengersberg, Sensenhammer und Untersachsen;
- Gutenstetten mit Eckenhof, Haag, Kleinsteinach, Pahres, Rappoldshofen, Reinhardshofen und Ziegenhof;
- Herrnneuses mit Bottenbach, Hohenwürzburg, Losaurach, Mosbach, Oberstrahlbach, Rennhofen, Schellert und Wulkersdorf;
- Kairlindach mit Ailersbach, Biengarten, Boxbrunn, Hesselberg, Mechelwind, Mohrhof, Oberlindach, Rezelsdorf, Sauerheim, Schmiedelberg und Sintmann;
- Münchsteinach mit Abtsgreuth, Agelmühle, Höfen, Mittelsteinach, Mönchsberg, Roßbach, Undungsmühle und Weihermühle;
- Neustadt an der Aisch mit Fallmeisterei, Kohlenmühle, Lohmühle, Obermühle, Riedfeld, Rößleinsdorf, Unterstrahlbach und Wasenmühle;
- Oberroßbach mit Beerbach, Oberschweinach, Pechhütte, Rimbach, Stöckach, Stöckachermühle, Unterroßbach und Unterschweinach;
- Rauschenberg mit Bergtheim und Rockenbach;
- Schauerheim mit Birkenfeld, Diebach, Dietersheim, Hasenlohe, Pulvermühle, Unternesselbach und Weiherhof;
- Schornweisach mit Altershausen, Eselsmühle, Hohenmühle, Neuebersbach, Pirkachshof, Schneidmühle und Wallmershof;
- Uehlfeld mit Mailach, Nonnenmühle, Oberhöchstädt, Sichardshof, Tragelhöchstädt, Voggendorf und Weidendorf;
- Ullstadt mit Buchhof, Hohenholz, Lamprechtsmühle, Langenfeld und Wiesenmühle;
- Weisendorf.

### Ruralgemeinden
1813 entstanden die Ruralgemeinden. Mit dem Zweiten Gemeindeedikt (1818) erhielten die Ruralgemeinden mehr Befugnisse. Zugleich wurden einige der bis dahin bestehenden Ruralgemeinden aufgespalten. Im selben Jahr kam es zu einigen Umbildungen von Ruralgemeinden. Damit gab es 1818 folgende 55 Ruralgemeinden:
- Abtsgreuth mit Mittelsteinach und Undungsmühle;
- Altershausen mit Schneidmühle;
- Baudenbach;
- Beerbach mit Pechhütte;
- Bergtheim;
- Birkenfeld mit Pulvermühle und Weiherhof;
- Birnbaum;
- Boxbrunn mit Ailersbach, Biengarten und Mechelwind;
- Dachsbach mit Rohrmühle;
- Demantsfürth mit Voggendorf;
- Dettendorf mit Chausseehaus und Obersachsen;
- Diebach;
- Diespeck mit  Bruckenmühle, Kleinerlbach, Klobenmühle, Neumühle, Schleifmühle und Sensenhammer;
- Dietersheim;
- Eggensee mit Untersachsen und Wulkersdorf;
- Frankenfeld mit Obermühle und Untermühle;
- Gerhardshofen mit Eckenhof, Forst, Kleehof und Vahlenmühle;
- Göttelhöf mit Aichen, Altenbuch, Burgstall und Sengersberg;
- Gutenstetten mit Haag, Kleinsteinach;
- Hambühl;
- Herrnneuses mit Hohenwürzburg und Oberstrahlbach;
- Hesselberg mit Mohrhof;
- Kairlindach;
- Kästel mit Emelsdorf, Linden und Sintmannsbuch;
- Langenfeld mit Hohenholz und Lamprechtsmühle;
- Losaurach mit Mosbach;
- Mailach mit Sichardshof und Weidendorf;
- Mönchsberg mit Höfen;
- Münchsteinach mit Agelmühle und Weihermühle;
- Neuebersbach mit Pirkachshof;
- Neustadt an der Aisch mit Fallmeisterei, Kohlenmühle, Lohmühle, Obermühle, Riedfeld, Rößleinsdorf, Unterstrahlbach und Wasenmühle;
- Oberhöchstädt;
- Oberlindach mit Schmiedelberg;
- Oberroßbach mit Rimbach und Unterroßbach;
- Pahres mit Ziegenhof;
- Peppenhöchstädt mit Gottesgab und Rohensaas;
- Rauschenberg;
- Reinhardshofen mit Rappoldshofen;
- Rennhofen mit Bottenbach;
- Rezelsdorf mit Sintmann;
- Rockenbach;
- Roßbach;
- Sauerheim mit Mitteldorf;
- Schauerheim mit Hasenlohe;
- Schellert;
- Schornweisach mit Eselsmühle, Hohenmühle und Wallmershof;
- Stübach mit Ehe und Hanbach;
- Tragelhöchstädt mit Egelsbach und Nonnenmühle;
- Traishöchstädt mit Arnshöchstädt und Göttelbrunn;
- Uehlfeld;
- Ullstadt mit Buchhof und Wiesenmühle;
- Unternesselbach;
- Unterschweinach mit Oberschweinach, Stöckach und Stöckachermühle;
- Weisendorf;
- Willmersbach.

## Weitere Entwicklung
Am 31. Oktober 1819 kamen die Gemeinde Obersteinbach vom Landgericht Markt Bibart und die Gemeinde Taschendorf mit Butzenmühle und Obertaschendorf vom Landgericht Höchstadt an das Landgericht Neustadt.
Am 4. August 1823 kam der Weiler Hombeer vom Landgericht Höchstadt zur Ruralgemeinde Altershausen des Landgerichts Neustadt.
Am 12. Februar 1827 wurden die Gemeinden Langenfeld, Obersteinbach, Taschendorf, Ullstadt an das Landgericht Markt Bibart abgegeben. Zugleich wurden die Gemeinden Biengarten, Boxbrunn, Hesselberg, Kairlindach, Oberlindach, Rezelsdorf, Sauerheim, Weisendorf an das Landgericht Herzogenaurach abgegeben.
Am 11. Oktober 1832 wurde der Ort Lerchenhöchstädt ebenfalls an das Landgericht Markt Bibart abgegeben.
1840 hatte das Landgericht Neustadt an der Aisch eine Gebietsfläche von 41⁄2 Quadratmeilen (≈247 km²) und 18809 Einwohner (17555 Protestanten, 502 Katholiken und 752 Juden). Es gab 121 Ortschaften (1 Stadt, 4 Märkte, 10 Pfarrdörfer, 7 Kirchdörfer, 37 Dörfer, 24 Weiler und 38 Einöden) und 46 Gemeinden (1 Magistrat III. Klasse, 4 Markts- und 41 Landgemeinden).